# التعاون السريري
التعاون السريري هو تعاون بين المنظمات، أو فرق من المحترفين، أو مجموعات صغيرة من المحترفين الأفراد، حيث يمتلك كل منهم مهارات أو معدات أو معلومات تكمل ما لدى شريكه، وكل ذلك بهدف تحقيق فعالية أكبر. يعتبر اختيار الشريك أمرًا مهمًا، وقد تم وصفه بأنه “مشابه لعملية اعتماد اللجنة المشتركة لاعتماد مؤسسات الرعاية الصحية.” كان عنوان “وصول مركز CHOP للتعاون السريري إلى الأفق في مدينة الجامعة، غرب فيلادلفيا” في عام ٢٠٢٠ يشير إلى بناءً طبيًا مكونًا من ١٩ طابقًا قيد الإنشاء.
بينما يُعتبر التعاون السريري “ثقافة”  وليس شيئًا يُمكن شراؤه، فإنه ليس “اندماجًا كاملاً للأصول”. ومع ذلك، فإن التعاون السريري يُساعد في تحقيق الهدف المالي المتمثل في “زيادة قيمة” الامتياز. كما يُوفر المزيد من الرؤية والمشاركة، مما يُسهم في تقليل المخاطر.

## نظرة عامة
التعاون السريري ليس “نموذجًا واحدًا يناسب الجميع”، وتشمل مجالات فعاليته المحتملة البحث الطبي أو الصيدلاني، الرعاية الصحية والأطباء والممرضين، رعاية الطوارئ، وخدمات الإسعاف المتنقلة والثابتة. يتمثل أحد العقبات المحتملة التي تواجه جميع هذه المجالات في قوانين مكافحة الاحتكار، ولكن يوجد دليل على نجاح المفهوم، مثل تجديد عقود الشراكة.
تشمل المفاهيم الأخرى التي تؤثر على تقديم الرعاية الصحية “الانتساب السريري”  و”التعاون غير السريري”.

## البحث الطبي
تعد أبحاث السرطان مثالًا يُظهر كيف يمكن أن يُعزز التعاون السريري من حالة الفن في هذا المجال.
البحث الصيدلاني
قامت شركات الأدوية الكبرى مثل فايزر وبريستول مايرز سكويب بترتيب تعاونات سريرية مع شركات مثل نيو إيميونوتيك  وتشاكميت فارماسيوتيكالز وكييتوف لاختبار وتقييم فعالية تركيبات من الأدوية الحالية. فإذا حصلت التركيبة المختبرة على الموافقة التنظيمية، فإن ذلك “يفتح آفاقًا جديدة لعدد مرضى لكل دواء من أدوية الشركات المعنية.”

## الرعاية الصحية
يسمح التعاون السريري بين المنشآت بتبادل توافر المتخصصين والمعدات عالية التقنية، وغالبًا ما يتضمن ذلك روابط اتصال متخصصة لتسهيل تبادل البيانات.
تشمل القضايا التي يجب ترتيبها مسبقًا خصوصية بيانات المرضى وأمانها، بما في ذلك الامتثال لقانون حماية معلومات المرضى القابلة للنقل (HIPAA). يتضمن ذلك بعض تطبيقات البرمجيات التي تتجاوز مشاركة البيانات القياسية باستخدام برامج “أكثر وعيًا”.
تحتاج المناطق الريفية إلى التعاون السريري لتقديم الخدمات، ويحتاج مقدمو الرعاية الصحية الصغار في المناطق الكبيرة إلى هذا التعاون للبقاء على قيد الحياة. في هذه الترتيبات التي تبدو غير متكافئة، هناك إمكانية لتفوق غير ضروري، مما يستدعي الحاجة إلى العناية الواجبة، والتخطيط المسبق، والإعداد المناسب.
الأطباء والممرضين
يجب أن يكون التعاون السريري، عند تطبيقه بشكل صحيح، سلسًا ليكون الأكثر فعالية. ويشمل ذلك تداخل الموظفين وتزامن نوبات الأطباء ذوي التخصصات والتركيزات المختلفة، بالإضافة إلى الممرضين والمسعفين. الهدف ليس جديدًا، وقد تحسنت الوضعية مع استخدام التكنولوجيا التي تتيح تجاوز السجلات الورقية

## التباين والانتماء
على الرغم من أنه قد تكون هناك فوائد مالية من الترتيب، إلا أنه يتباين مع الانتماء المالي، حيث يكون الربح هو الدافع الرئيسي. مثال على ذلك هو عندما يتكبد مشروع بحث نفقات كبيرة مع خصومات تكلفة: “التعاون السريري القائم على تقسيم التكاليف” يمكّن من “بناء قيمة” ان تتجاوز مجرد كسب المال إلى “تشجيع النشاط” الذي يحمل مخاطر عالية ولكن، إذا كان ناجحًا على المدى الطويل، فإنه سينقذ الأرواح. كما اشار المدير الطبي لشبكة رعاية مايو كلينك إلى “العناية الواجبة” في مقال حول التعاون السريري كبديل لعمليات الاندماج والاستحواذ في الرعاية الصحية.
تضمن اتفاقية الانتماء السريري للمرافق الطبية التي تم تنفيذها بشكل جيد إلى استقلالية كل مستشفى في الإدارة، والميزانية، واتفاقيات العمل، ولن يتم نقل أو إزالة أي خدمات محلية.